# Eshtehard
Eshtehārd (farsi: Eŝtehārd) è una città dello Shahrestān di Eshtehard, nella provincia di Alborz in Iran. Aveva, nel 2006, una popolazione di 16.988 abitanti. Si trova ad ovest di Karaj, nella parte occidentale della regione.